# Calydorea gardneri
Calydorea gardneri är en irisväxtart som beskrevs av John Gilbert Baker. Calydorea gardneri ingår i släktet Calydorea och familjen irisväxter. Inga underarter finns listade i Catalogue of Life.